# Hieronymus Ritz von Sprinzenstein
Hieronymus Ritz von Sprinzenstein (auch Ricci, Ricco, latinisiert Ricius; ab 1530 Freiherr von und zu Sprinzenstein; * um 1510; † 22. Februar 1570 in Schloss Neuhaus an der Donau) war ein österreichischer Adeliger, Statthalter in Österreich unter der Enns.

## Leben
Hieronymus war ein Sohn von Paul Ritz (um 1480–1541/42), ab 1530 Freiherr von Sprinzenstain, Herr auf Neuhaus etc. und Bianca Freiin von Zimmern († vor 1524), aus Burg Herrenzimmern im Schwarzwald. Er studierte in Trient und wurde am 29. Jänner 1527 Dompropst zu Trient. Hieronymus war Doktor beider Rechte, Hofrat und Statthalter in Niederösterreich. Mit seinem Vater wurde er 1530 zum Freiherrn erhoben. 1536 wurde Hieronymus Ricco Freiherr von Sprinzenstein Oberhofmeister über die Töchter Ferdinands I. und übernahm die landesfürstliche Herrschaft Neuhaus an der Donau von Dionys Freiherr von Königsegg, wohl als Pfand für 5000 Gulden. 1537 bekam er einen Bestandbrief über Schloss und Pflege Neuhaus auf Lebenszeit.
1541 wurde er auch Herr auf Sprinzenstein. Am 21. Februar 1555 erhielten Hieronymus und Franz Ricco von Sprinzenstein die Bewilligung ihren Geschlechternamens Ricco abzulegen und sich „Freyherr von Sprinzenstain“ zu nennen.
1566 erhielt er auch das mährische Inkolat und die Landmannschaft in Oberösterreich ob der Enns.
Hieronymus Ritz Freiherr von Sprinzenstein heiratete 1533 Helena Jöchl von Jöchlsthurn († 1560), wohlhabende Tochter von Jakob Jöchl von Jöchlsthurn aus einer Sterzinger (Südtirol) angesehenen Bergbaugewerkenfamilie, und Elisabeth Göltinger zu Hammerspach. Das Paar hatte vier Söhne und drei Töchter.